# Аклан (Во)
Аклан (фр. Aclens) — громада в Швейцарії в кантоні Во, округ Морж.

## Географія
Громада розташована на відстані близько 85 км на південний захід від Берна, 11 км на захід від Лозанни.
Аклан має площу 3,9 км², з яких на 16,9 % дозволяється будівництво (житлове та будівництво доріг), 68,5 % використовуються в сільськогосподарських цілях, 13,8 % зайнято лісами, 0,8 % не є продуктивними (річки, льодовики або гори).

## Демографія
2019 року в громаді мешкало 539 осіб (+16,2 % порівняно з 2010 роком), іноземців було 24,3 %. Густота населення становила 138 осіб/км².
За віковим діапазоном населення розподілялося таким чином: 22,8 % — особи молодші 20 років, 63,3 % — особи у віці 20—64 років, 13,9 % — особи у віці 65 років та старші. Було 217 помешкань (у середньому 2,5 особи в помешканні).
Із загальної кількості 1690 працюючих 19 було зайнятих в первинному секторі, 432 — в обробній промисловості, 1239 — в галузі послуг.